# Perehresne, Verhovîna
Perehresne (în ucraineană Перехресне) este o comună în raionul Verhovîna, regiunea Ivano-Frankivsk, Ucraina, formată numai din satul de reședință.

## Demografie
Componența lingvistică a comunei Perehresne
     Ucraineană (100%)
Conform recensământului din 2001, toată populația comunei Perehresne era vorbitoare de ucraineană (100%).